# کامپوزر
کامپوزر(به انگلیسی: Composer) یک سامانه مدیریت بسته برای زبان برنامه‌نویسی php است. که قالب استاندارد برای مدیریت وابستگی‌ها و کتابخانه‌ها در php فراهم می‌کند. کامپوزر توسط Nils Adermann و Jordi Boggiano (شخصی که توسعه پروژه را ادامه داد) توسعه داده شده است.
کامپوزر به شدت از ان پی ام نود.جی‌اس و bundler روبی الهام گرفته است.

کامپوزر توسط واسط خط فرمان اجرا می‌شود و وابستگی‌ها را برای برنامه نصب می‌کند. کامپوزر به عنوان بخش جداناپذیزی در بسیاری از پروژه‌ها php مثل لاراول استفاده شده است.
و فریمورکی مثل فلر flare framework به صورت کامل بر پایه پکیج‌های کامپوزری ایجاد شده و با حذف یا نصب یک پکیج می‌توان این فریمورک را شخصی‌سازی کرد.
لوگو کامپوزر بیشتر یک رهبر ارکستر را نشان می‌دهد تا یک آهنگ ساز. هرچند که خیلی از افراد باور دارند که لوگو نشان دهنده بتهوون است.

## چارچوب‌های مورد پشتیبانی
- فلر فریمورک
- سیمفونی
- لاراول
- کدایگنایتر
- کیک پی اچ پی
- فیول پی اچ پی
- دروپال